# Torsten Wadman
Torsten Gerry Wadman (ur. 30 czerwca 1947 w Fryksände) – szwedzki biathlonista, brązowy medalista mistrzostw świata.

## Kariera
Największy sukces w karierze osiągnął na mistrzostwach świata w Mińsku w 1974 roku. Wywalczył tam brązowy medal w sprincie, plasując się za Juhanim Suutarinenem z Finlandii i Güntherem Bartnikiem z NRD. Był to debiut tej konkurencji w programie mistrzostw świata. Nigdy więcej nie znalazł się w czołowej dziesiątce zawodów tej rangi.
W 1972 roku wystartował na igrzyskach olimpijskich w Sapporo, gdzie zajął 49. miejsce w biegu indywidualnym i piąte w sztafecie. Brał również udział w igrzyskach w Innsbrucku cztery lata później, zajmując odpowiednio 48. i 8. miejsce.
Nigdy nie wystąpił w zawodach Pucharu Świata.

## Osiągnięcia

### Igrzyska olimpijskie
| Rok  | Miejscowość | Konkurencje | Konkurencje | Konkurencje | Konkurencje | Konkurencje | Konkurencje | Konkurencje |
| Rok  | Miejscowość | IN          | SP          | PU          | MS          | RL          | MR          | SR          |
| ---- | ----------- | ----------- | ----------- | ----------- | ----------- | ----------- | ----------- | ----------- |
| 1972 | Sapporo     | 49.         | nd.         | nd.         | nd.         | 5.          | nd.         | –           |
| 1976 | Innsbruck   | 48.         | nd.         | nd.         | nd.         | 8.          | nd.         | –           |

### Mistrzostwa świata
| Rok  | Miejscowość | Konkurencje | Konkurencje | Konkurencje | Konkurencje | Konkurencje | Konkurencje | Konkurencje |
| Rok  | Miejscowość | IN          | SP          | PU          | MS          | RL          | MR          | SR          |
| ---- | ----------- | ----------- | ----------- | ----------- | ----------- | ----------- | ----------- | ----------- |
| 1970 | Östersund   | 34.         | nd.         | nd.         | nd.         | –           | nd.         | –           |
| 1971 | Hämeenlinna | 27.         | nd.         | nd.         | nd.         | –           | nd.         | –           |
| 1973 | Lake Placid | 34.         | nd.         | nd.         | nd.         | 6.          | nd.         | –           |
| 1974 | Mińsk       | 18.         | 3.          | nd.         | nd.         | 5.          | nd.         | –           |
| 1975 | Anterselva  | 39.         | 27.         | nd.         | nd.         | 7.          | nd.         | –           |
| 1976 | Anterselva  | nd.         | 48.         | nd.         | nd.         | nd.         | nd.         | –           |